# Taikodom
Taikodom foi o maior projeto de jogo de computador desenvolvido no Brasil, pela empresa Hoplon Infotainment. Exclusivo para PC, se tratava um jogo online do estilo simulador espacial, de ação, se enquadrando na categoria MMOSG. Lançado em 2008, foi encerrado em junho de 2011 e substituído pelo Taikodom: Living Universe.

## Dinâmica do jogo
Jogadores criam personagens, personalizam avatares e controlam naves espaciais, engajando-se em atividades de mineração, comércio e combate. Essas atividades podem ser realizadas junto aos outros jogadores ou com NPCs. Especificamente, combates são travados nas modalidades PvE e PvP. Personagens podem criar ou se unir em corporações visando dividir tarefas, se proteger ou aumentar a possibilidade de vitória em batalhas. Missões e tarefas específicas são confiadas aos jogadores por personagens dentro do jogo, chamados agentes.
Cada jogador pode ter até seis personagens e cada personagem, mais de uma nave. Os personagens são imortais, mas se a nave for destruída, sua carga é liberada e pode ser roubada. É possível recuperar a nave se o jogador tiver pago um seguro. O personagem que tiver sua nave abatida renasce na estação inicial padrão, a não ser que tenha comprado um clone em uma estação espacial específica, o que lhe permitiria selecionar em que clone renascer.
Existem quatro tipos de carreiras no Taikodom: Ás, Demolidor, Batedor e Mercador; cada uma com determinadas particularidades. Quando o personagem de um jogador progride no game, ele ganha méritos. A quantidade de méritos aumenta o ranking dentro da carreira, permitindo ao jogador melhorar habilidades já existentes, ou comprar novas como, por exemplo, pilotar determinadas naves e usar armas mais poderosas.
A progressão e o acúmulo de taéis (a moeda dentro do jogo) permitem o acesso a itens mais vantajosos ou em maior quantidade.

### Cenário
O jogo tem como espaço virtual os nodos, que são partes do universo ocupadas pela humanidade, geralmente próximos a planetas ou estrelas. Para ir de um nodo a outro, utilizam-se portais. Cada nodo contém uma ou mais estações espaciais onde é possível comprar itens como, por exemplo, naves, armas, munições e sistemas de defesa. Algumas estações também oferecem treinamento e reparo de naves.

#### Lista de nodos
- SISTEMA SOLAR
  - Ceres
  - Europa
  - Júpiter
  - Lua
  - Marte
  - Mercúrio
  - Netuno
  - Plutão
  - Sedna
  - Terra
  - Titã
  - Underworld
  - Urano
  - Vênus
- SISTEMA BARNARD
  - Deadend
  - Plaza
  - Zerbini
- SISTEMA EPSILON INDI
  - Greenwich
  - Mesopotamia
- SISTEMA ROSS 154
  - Corona
  - Last Chance
  - Neverwhere
- SISTEMA PROXIMA CENTAURI
  - Iceball
  - Ursulla
- SISTEMA EZ AQUARII
  - Alborz
  - Crescente
- SISTEMA ZEP 2106
  - Oblivion
- SISTEMA ZEP 0738
  - Hellgate

### Naves
Abaixo, lista de todas as naves divididas conforme a classe, com indicação da estirpe a qual pertencem entre parênteses. Naves de mesma estirpe compartilham de design semelhante.
- Belonaves
  - Greatwhite (cruzador spacer)
  - Hammerhead (fragata spacer)
  - Karshipta (nave-refinaria belter)
  - Moby Dick (corveta spacer)
  - Nautiloid (destróier spacer)

- Bombardeiros
  - Básicos
    - Hurricane (ressurrecto)
    - Stingray (spacer)
    - Sudan (independente)
    - Zilant (belter)

  - Intermediários
    - Ifrit (belter)
    - King Crab (spacer)

  - Avançados
    - Dark Killer Whale (spacer)
    - Dervish (belter)
    - Lobster (spacer)
    - Scorpio (dissidente)

- Caças
  - Básicos
    - Batrakhos (spacer)
    - Naja (belter)
    - Piranha (spacer)
    - Sleet (ressurrecto)

  - Intermediários
    - Barracuda (spacer)
    - Gale (ressurrecto)
    - Ghoul (independente)
    - Marid (belter)

  - Avançados
    - Dagger (dissidente)
    - Djinn (belter)
    - Lionfish (spacer)
    - Pike (spacer)

- Cargueiros
  - Básicos
    - Al Borak (belter)
    - Mistral (ressurrecto)
    - Morey (spacer)

  - Intermediários
    - Chelonia (spacer)
    - Khalifa (belter)
    - Typhoon (ressurrecto)

  - Avançados
    - Narwhal (spacer)
    - Vizier (belter)

- Exploradores
  - Básicos
    - Hail (ressurrecto)
    - Longfin (spacer)
    - Zahhak (belter)

  - Intermediários
    - Qaswa (belter)
    - Simbad (belter)
    - Sunfish (spacer)

  - Avançados
    - Zaratan (spacer)
    - Zaruk (belter)

- Treinamento
  - Bullfrog (nave de treinamento)
  - Minke (nave de treinamento premium)
  - Sherah (nave multipropósito belter)

### Economia
A moeda do jogo chama-se Tael e é representada por T$. Os taéis ganhos com mineração, combate e comércio, podem ser usados para comprar itens como naves, armas e sistemas de inteligência artificial. Alguns portais entre nodos são pagos.
Tael é a moeda corrente do game que os personagens usam em:
- Comércio de itens
- Recebimento de recompensa por missões completadas
- Transferências entre jogadores

O comércio pode ser feito tanto entre jogadores como entre NPCs, neste caso, dentro das estações espaciais.
Jogadores podem fabricar itens através de ordens de produção. Uma ordem de produção lista todos os itens necessários à produção daquele que se deseja fabricar.

## Universo ficcional
O universo ficcional do jogo se passa no século XXIII, quando considera-se que a humanidade já povoou o espaço. Um campo energético de origem desconhecida surgido no ano de 2073 bloqueia a passagem material no sentido espaço-Terra, evento denominado Restrição. Os humanos que já haviam saído do planeta antes da barreira restritiva, pioneiros na colonização do Sistema Solar, expandiram o Taikodom (o mesmo que Espaço Humano) para outros sistemas estelares. Essa aristocracia espacial acabou se subdividindo em várias estirpes, de acordo com o tipo de habitat que se instalou e atividade econômica que passou a exercer na sociedade espacial. Quem não conseguiu fugir da Terra para o espaço, acabou regredindo para o estágio tribal. Pouco após a Restrição, entretanto, naves carregadas de pessoas em animação suspensa conseguiram deixar a Terra. Trata-se dos ressurrectos, gente parecida com as pessoas do século XXI, personagens que os jogadores assumem com o objetivo de adaptarem-se ou simplesmente sobreviver aos desafios que o modo de vida espacial impõe para quem ficou quase dois séculos em hibernação.
O universo compartilhado foi desenvolvido por uma equipe de autores contratados pela Hoplon, entre eles o escritor de ficção científica Gerson Lodi-Ribeiro, que participa desde o início da concepção do mundo criado para o game e outras obras.
Em 22 de outubro de 2008, a Hoplon Infotainment e a Devir Livraria lançaram o livro Taikodom: Despertar, de J. M. Beraldo, escritor e game designer de vídeo games e RPGs de mesa, primeira obra publicada dentro do universo ficcional do game. O segundo livro, Taikodom: Crônicas, de Gerson Lodi-Ribeiro, de 2009, também pela Devir Livraria. No mesmo ano, a editora publicou a minissérie de histórias em quadrinhos Taikodom: Eterno Retorno, escrita por Roctavio de Castro e ilustrada por Eduardo Ferrara e cores de  Weberson Santiago e outros, a primeira edição trazia um CD-ROM de instalação do jogo.

### Estirpes

#### Belters
Estirpe humana que se formou a partir dos primeiros exploradores de asteroides e gigantes gasosos do Sistema Solar. Belters não constroem e não vivem em habitats espaciais, preferindo residir nos locais de onde extraem sua subsistência, quer nos intermináveis túneis laboriosamente escavados nos subsolos asteroidais, sob cúpulas erigidas nas superfícies ermas de seus pequenos mundos, ou mesmo (e não raro) em suas próprias naves.

#### Spacers
Estirpe humana que detém a supremacia econômica e militar no Núcleo e a maioria dos cargos mais elevados na hierarquia do Consortium. De modo geral, o spacer típico não se interessa por superfícies planetárias, porque associa a imersão num poço gravitacional com dependência, subdesenvolvimento e escravidão aos velhos preceitos viciados do passado terrestre.

#### Renegados
Podem ser considerados renegados todos os indivíduos que se excluíram ou foram excluídos da sociedade do século XXIII, mas que ainda assim disputam espaço com os signatários do Consortium no Núcleo, com os Independentes nos sistemas da Fronteira, e com ambas as facções no Território. Em última instância, os grupos renegados são aqueles vistos, de uma forma ou de outra, como ameaças ao modo de vida da humanidade espacial. Dentre eles se descatacam, principalmente os Dissidentes, que abandonaram o Consortium, mas foram escoltados pelo Colegiado a três sistemas estelares distantes: o sistema Ross 154, Proxima Centauri e EZ Aquarii. Raramente são vistos, porém existem relatos de naves de modelos desconhecidos já foram avistadas na região da Fronteira, que são associadas aos Dissidentes.

#### Ressurrectos
Ressurrectos, assim são chamados os humanos terrestres lançados para fora da Terra em estado de animação suspensa que são despertados para uma nova vida na sociedade espacial do século XXIII. As ressurreições são implementadas conforme as necessidades de mão-de-obra das diferentes comunidades planetárias e orbitais, de acordo com seus critérios de qualificação técnica dos hibernautas. As primeiras ressurreições ocorreram por volta de 20 ER (2092 AD). Existem ainda cerca de 28 milhões de hibernautas refugiados da Restrição, que ainda permanecem em estado de animação suspensa, esperando a sua vez. O esforço de treinamento e readaptação do ressurrecto costuma ser proporcional ao período de tempo que ele permaneceu em animação suspensa.

## Planos de pagamento
Taikodom é um game no modelo free-to-play, em que os participantes podem jogar gratuitamente. Existem itens e planos à venda que oferecem vantagens como acesso a nodos e portais inacessíveis ao jogador não-pagante, valor maior da cobertura do seguro e maior capacidade no depósito da estação.
Os planos (chamados de "afiliações"), itens e funcionalidades, são comprados com hoplons, a segunda moeda do game. Os hoplons são comprados em moeda real através do site oficial. Dentro do jogo, os hoplons podem ser trocados por taéis. Não é possível trocar taéis por hoplons, tampouco hoplons e taéis por moeda real.

## Desenvolvimento
O game Taikodom é desenvolvido com as linguagens de programação C++ e Java. A primeira é utilizada nos módulos de simulação física, engine 3D e sistemas de danos. A linguagem Java é usada nos sistemas de mercado, depósito e interface. O jogo roda em plataforma Mainframe e lâminas baseadas nos processadores IBM Cell Utiliza Eclipse e o banco IBM DB2.

## Idiomas disponíveis do jogo
- () Português brasileiro
- ()/() Inglês